# 目覚まし時計

目覚まし時計の典型例

目覚まし時計（めざましどけい）は、指定の時間に起床させることを目的とした時計である。昔ながらのアナログ式の目覚まし時計には、通常の長針、短針、秒針のほかに、起床時刻を設定するための「目安針」が取り付けられている。現在ではデジタル表示式のものも広く普及している。

## 起床させる方法

### 音

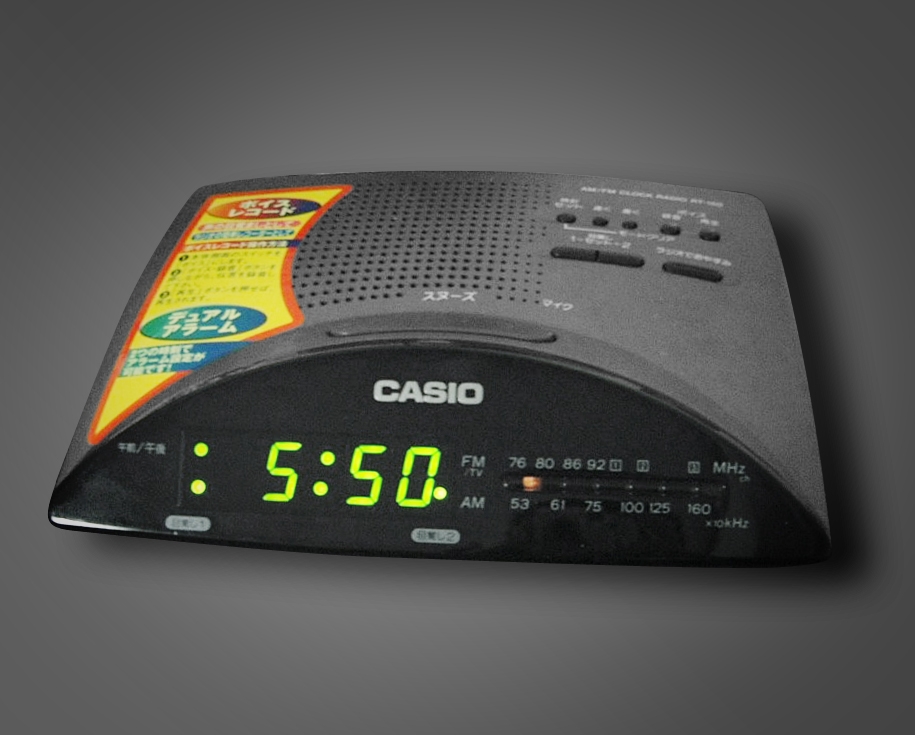
ラジオ付き目覚まし時計 この時計の場合はアラームのほかにアナログチューニングのFMまたはAM放送がタイマー設定可能

ハーバード大学医学部によると、耳障りなアラームの代わりに、柔らかく調和のとれた音と心地よい歌に目覚めることで、眠気を改善することができる。音は一般に広く用いられる。ベルの鳴動・電子音・ラジオ・録音した音声などが使用される。また、二度寝を防ぐための、スヌーズと呼ばれる、一旦音声鳴動を止めても再び鳴り出す機能を装備したものも多い。

### 振動
バイブレーターによる振動機能は、同室の他人を起こさずに一人だけ起床する場合に用いられる。また、聴覚障害を有する人向けの目覚まし時計も、この方法を用いるものが多い。通常、振動子を本人の体や衣服、枕やシーツなどの寝具に取り付けて使用するのである。

### 光
光を利用したものもある。音声刺激よりも光刺激のほうが心地よい目覚めになるとされており、自然の夜明けに近づけるため、いきなりフルパワーで点灯するのではなく、起床予定時刻の1時間前などから起床時刻まで、徐々に明るくしていく仕様のものも増えている。この場合、小さめのアラーム音を併用する。
聴覚障害を有する人向けに、強力なフラッシュライトで起床を促す製品も存在する。

### 香り
香りを利用したものもある。起床時間の少し前から、香り発生器を起動しておき、時間になったらアラーム音が鳴動する。

### エアーマット
エアーマットは、鉄道事業者の乗務員などの仮眠施設で用いられているものである。交代勤務のため起床時間が異なり、音声・光などが使用できず、また、確実に起床させるために使用される。あらかじめ布団やベッドパッドの下に収縮状態のエアーマットを挿入しておくと、起床時間になるとこれが膨らんで寝床自体を平らでなくする。後にジェイアール東日本商事から「おこし太郎」の商標で一般向けの市販も開始された。

## 形態
置き時計型
寝室に据え置いて使用することを目的としたもの。目覚まし時計と言えば一般的にはこれを指す。広く使われている。電波時計になっているものも多い。また、夜や暗い所でも時間が分かるようにバックライトが一定時間光るものや一昔前は蓄光機能を備えたものがほとんどである。かつては反転フラップ方式（数字がめくられる）もあって、これはいわゆる電気時計であるため交流電源が必要。なおクオーツが内蔵されていない場合が多く、日ごろから正確に合わせていないとかなりの誤差も生じる。
耳穴型・耳掛け型
耳に直接装着するもの。アラームの音は外部からは非常に小さいが、至近距離で作動するため、使用者当人には十分である。
腕時計型
腕にベルトで装着するもの。しかし、アラームの音は小さい。振動アラーム機能を装備しているものもある。電波受信機能を備えたものも多い。
トラベルクロック
旅行時に携帯することを目的とした小型のもの。折り畳みができるものが多く、宿泊先では蓋を開いて、または、カバーを折り返して、見やすく置いておける。観光にしろ用務にしろ旅行中、朝、確実に起床しなければならないことは多い。外国でも使えるように簡単な操作で旅行先の時間を表示できるものもある。電波時計になっているのもある。
造り付け型
船舶などで荒天時の破損防止、宿泊施設などで盗難防止のために使用されることがある。大体デジタル表示になっており、客室側からは時計そのものの時刻は合わせられないようになっている。また、デジタル表示のものは数字そのものが光るため、夜中も明るいままだと眩しくて眠れないと言う人もいるため、部屋の明るさに合わせて表示の明るさが変わるものが多い。ただアラーム音量が固定のものも多く、起きるときに聞こえにくいなど、あまり実用的でないものも存在する。

## 主なメーカー
- セイコー
- シチズン
- カシオ計算機
- リズム（時計）
- ノア精密（MAG）
- 芳国産業（Landex）
- アデッソ - 振動式

## その他
- 携帯電話の普及にともない、同電話機のアラーム機能を、目覚まし時計の代替として利用する人が増えている。
- 電池式の目覚まし時計の場合、電池の性能によっては電流不足を起こし、目覚まし用の機能が動作しないことがある。